# Tephritis mixta
Tephritis mixta
 es una especie de insecto díptero que Walker describió científicamente por primera vez en el año 1853.
Esta especie pertenece al género Tephritis de la familia Tephritidae.